# Club Sportiv Gaz Metan Mediaș 2017-2018
Questa voce raccoglie le informazioni riguardanti il Club Sportiv Gaz Metan Mediaș nelle competizioni ufficiali della stagione 2017-2018.

## Rosa
| N. |                                 | Ruolo | Calciatore        |
| -- | ------------------------------- | ----- | ----------------- |
| 1  | Romania (bandiera)              | P     | Alexandru Greab   |
| 3  | Romania (bandiera)              | D     | Cristian Sârghi   |
| 4  | Portogallo (bandiera)           | C     | Paulo Jorge       |
| 7  | Romania (bandiera)              | C     | Alexandru Curtean |
| 8  | Romania (bandiera)              | A     | Alexandru Buziuc  |
| 9  | Albania (bandiera)              | A     | Fabian Lokaj      |
| 10 | Romania (bandiera)              | C     | Ovidiu Bic        |
| 11 | Romania (bandiera)              | C     | Andrei Tîrcoveanu |
| 12 | Romania (bandiera)              | P     | Răzvan Pleșca     |
| 14 | Bosnia ed Erzegovina (bandiera) | A     | Bojan Golubović   |
| 15 | Romania (bandiera)              | D     | Iulian Cristea    |
| 17 | Romania (bandiera)              | A     | Darius Olaru      |
| 18 | Belgio (bandiera)               | C     | Emmerik De Vriese |
| 19 | Comore (bandiera)               | C     | Nasser Chamed     |

| N. |                       | Ruolo | Calciatore           |
| -- | --------------------- | ----- | -------------------- |
| 20 | Romania (bandiera)    | C     | Ionuț Neagu          |
| 22 | Serbia (bandiera)     | C     | Milan Mitić          |
| 23 | Romania (bandiera)    | C     | Sergiu Popovici      |
| 24 | Romania (bandiera)    | D     | Sorin Bușu           |
| 25 | Romania (bandiera)    | C     | Laurentiu Manole     |
| 28 | Romania (bandiera)    | C     | Cristian Danci       |
| 30 | Romania (bandiera)    | P     | Andrei Cristea-David |
| 32 | Romania (bandiera)    | D     | Marius Constantin    |
| 33 | Croazia (bandiera)    | D     | Filip Žderić         |
| 77 | Romania (bandiera)    | C     | Olivian Surugiu      |
| 80 | Italia (bandiera)     | D     | Roberto Romeo        |
|    | Venezuela (bandiera)  | A     | Mario Rondón         |
|    | Portogallo (bandiera) | D     | João Diogo           |